# Moita (Anadia)
Pour les articles homonymes, voir Moita (homonymie).
Moita est une paroisse civile portugaise (en portugais : freguesia) de la municipalité d'Anadia dans le district d'Aveiro.

## Démographie
Lors du recensement de 2021, Moita compte 2 206 habitants.